# Psylliostachys suworowi
Psylliostachys suworowi är en triftväxtart som först beskrevs av Eduard August von Regel, och fick sitt nu gällande namn av Roshkova. Psylliostachys suworowi ingår i släktet axrispar, och familjen triftväxter. Inga underarter finns listade i Catalogue of Life.